# All at Sea (film 1917)
All at Sea è un cortometraggio muto del 1917. Il nome del regista non viene riportato.

## Produzione
Il film fu prodotto dalla Triangle Film Corporation.

## Distribuzione
Distribuito dalla Triangle Distributing, il cortometraggio uscì nelle sale cinematografiche statunitensi il 7 ottobre 1917.